# Ronald Bronstein
Ronald Bronstein (...) è un montatore e sceneggiatore statunitense, meglio noto per le sue collaborazioni in tal senso coi registi Josh e Benny Safdie.

## Biografia
Ha lavorato come proiezionista al MoMA e alla Film Society Lincoln Center. Ha esordito scrivendo, dirigendo e montando il film indipendente Frownland (2007), finanziato da Bronstein coi proventi di un suo anno di lavoro da copywriter e realizzato nell'arco di due anni, girando in 16mm, con un'esigua troupe di amici e attori non professionisti. Di scarsa distribuzione, il film ha ricevuto però le lodi di critici come Roger Ebert e Richard Brody in patria e dei Cahiers du cinéma all'estero. Lo stesso anno, Bronstein è stato inserito tra i "25 nuovi volti del cinema indipendente" dalla rivista Filmmaker.
Reduce da un periodo da lui definito "di [...] fiaccante [...] crisi creativa" in seguito agli anni trascorsi dietro a Frownland, ha conosciuto al SXSW i fratelli Josh e Benny Safdie, che, ignari di chi fosse e colpiti dalla sua presenza scenica, gli hanno proposto di recitare per loro. Bronstein ha interpretato il protagonista di Daddy Longlegs (2009), in cui ha anche consigliato alla sceneggiatura e al montaggio Safdie, al loro primo lungometraggio.
Bronstein è diventato quindi un assiduo collaboratore dei due registi, venendo talvolta soprannominato per questo il "terzo fratello Safdie", co-sceneggiandovi e montando assieme a Benny tutti i loro lungometraggi, Heaven Knows What (2014), Good Time (2017) e Diamanti grezzi (2019).
Bronstein è sposato con l'attrice e regista indipendente Mary Wall, che ha diretto in Frownland.

## Filmografia

### Montatore
- Frownland, regia di Ronald Bronstein (2007)
- Yeast, regia di Mary Bronstein (2008)
- Round Town Girls, regia di Mary Bronstein, Ronald Bronstein e Amy Seimetz – cortometraggio (2009)
- Daddy Longlegs, regia di Josh e Benny Safdie (2009)
- Heaven Knows What, regia di Josh e Benny Safdie (2014)
- Good Time, regia di Josh e Benny Safdie (2017)
- Diamanti grezzi (Uncut Gems), regia di Josh e Benny Safdie (2019)
- Marty Supreme, regia di Josh Safdie (2025)

### Sceneggiatore
- Frownland, regia di Ronald Bronstein (2007)
- Daddy Longlegs, regia di Josh e Benny Safdie (2009)
- John's Gone, regia di Josh e Benny Safdie – cortometraggio (2010)
- Heaven Knows What, regia di Josh e Benny Safdie (2014)
- Good Time, regia di Josh e Benny Safdie (2017)
- Diamanti grezzi (Uncut Gems), regia di Josh e Benny Safdie (2019)
- Marty Supreme, regia di Josh Safdie (2025)

### Produttore
- Funny Pages, regia di Owen Kline (2022)
- The Curse – serie TV, 10 episodi (2024)
- If I Had Legs I'd Kick You, regia di Mary Bronstein (2025)
- Marty Supreme, regia di Josh Safdie (2025)

### Regista
- Frownland (2007)
- Round Town Girls – cortometraggio (2009)

### Attore
- Sean's Beach, regia di Sean Price Williams – cortometraggio (2004)
- Daddy Longlegs, regia di Josh e Benny Safdie (2009)
- Eyes Find Eyes, regia di Jean-Manuel Fernandez e Sean Price Williams (2011)
- If I Had Legs I'd Kick You, regia di Mary Bronstein (2025)

### Direttore della fotografia
- Round Town Girls, regia di Mary Bronstein, Ronald Bronstein e Amy Seimetz – cortometraggio (2009)

## Riconoscimenti
- Boston Society of Film Critics Awards
  - 2019 – Candidatura al miglior montaggio per Diamanti grezzi
- Chicago Film Critics Association Awards
  - 2019 – Candidatura al miglior montaggio per Diamanti grezzi
- Gotham Independent Film Awards
  - 2009 – Candidatura al miglior film non in un cinema vicino a te per Frownland
  - 2010 – Attore rivelazione per Daddy Longlegs
- Independent Spirit Awards
  - 2008 – Candidatura al Someone to Watch Award per Frownland
  - 2011 – Candidatura al miglior attore protagonista per Daddy Longlegs
  - 2016 – Candidatura al miglior montaggio per Heaven Knows What
  - 2016 – Candidatura al premio John Cassavetes per Heaven Knows What
  - 2018 – Candidatura al miglior montaggio per Good Time
  - 2020 – Miglior montaggio per Diamanti grezzi
  - 2020 – Candidatura alla miglior sceneggiatura per Diamanti grezzi
- Los Angeles Film Critics Association Awards
  - 2019 – Candidatura al miglior montaggio per Diamanti grezzi
- National Board of Review Awards
  - 2019 – Miglior sceneggiatura originale per Diamanti grezzi
- San Diego Film Critics Society Awards
  - 2019 – Candidatura al miglior montaggio per Diamanti grezzi